# ماهی جک دمپسی
ماهی جک دمپسی (نام علمی: Rocio octofasciata) نام یک گونه از تیره سیکلید است. این ماهی در شمال و مرکز آمریکا از مکزیک تا جنوب هندوراس پراکنش دارد.